# تشاك وليامز (كرة سلة)
تشاك وليامز (بالإنجليزية: Chuck Williams)‏ مواليد 6 يونيو 1946 في بولدر، هو لاعب كرة سلة أمريكي سابق. بدأ مسيرته الاحترافية في سنة 1970. تم اختياره من قبل فريق فيلادلفيا سفنتي سيكسرز خلال الدرافت. يبلغ طوله 6 قدم 2 بوصة (1.9 م). لعب مع دنفر ناغتس وبوفالو بريفز. اعتزل اللعب في 1978. أحرز خلال مسيرته في الإن بي إيه 6894 نقطة بمعدل 10.8 نقاط في المباراة الواحدة.

## روابط خارجية
- تشاك وليامز على موقع إن بي أي (الإنجليزية)
- تشاك وليامز على موقع سبورتس رفرنس (الإنجليزية)
- تشاك وليامز على موقع كلية كرة السلة في سبورتس رفرنس.كوم (الإنجليزية)
- تشاك وليامز على موقع ريلجم (الإنجليزية)
- تشاك وليامز على موقع بروبوليرز (الإنجليزية)